# Antonio Sivera
Antonio Sivera Salvá (Xàbia, 11 agosto 1996) è un calciatore spagnolo, portiere dell'Alavés.

## Carriera

### Club
Cresciuto nei settori giovanili di Jávea, Alicante ed Hércules, nel 2013 si trasferisce al Valencia. Il 19 luglio 2017 viene acquistato dall'Alavés, con cui firma un quadriennale. Il 24 ottobre esordisce con i bianco-azzurri, nella partita di Coppa del Re vinta per 0-1 contro il Getafe.

### Nazionale
Con la nazionale Under-19 ha vinto l'Europeo del 2015, risultando tra i migliori giocatori della manifestazione e venendo incluso nella squadra ideale del torneo. Ha debuttato con l'Under-21 il 1º settembre 2017, nell'amichevole vinta per 3-0 contro l'Italia. Nel 2019 viene convocato per gli Europei di categoria.

## Statistiche

### Presenze e reti nei club
Statistiche aggiornate al 5 maggio 2024.
| Stagione        | Squadra         | Campionato      | Campionato | Campionato | Coppe nazionali | Coppe nazionali | Coppe nazionali | Coppe continentali | Coppe continentali | Coppe continentali | Altre coppe | Altre coppe | Altre coppe | Totale | Totale |
| Stagione        | Squadra         | Comp            | Pres       | Reti       | Comp            | Pres            | Reti            | Comp               | Pres               | Reti               | Comp        | Pres        | Reti        | Pres   | Reti   |
| --------------- | --------------- | --------------- | ---------- | ---------- | --------------- | --------------- | --------------- | ------------------ | ------------------ | ------------------ | ----------- | ----------- | ----------- | ------ | ------ |
| 2017-2018       | Alavés          | PD              | 1          | 0          | CR              | 6               | -4              | -                  | -                  | -                  | -           | -           | -           | 7      | -4     |
| 2018-2019       | Alavés          | PD              | 3          | -4         | CR              | 2               | -4              | -                  | -                  | -                  | -           | -           | -           | 5      | -8     |
| 2019-gen. 2020  | Alavés          | PD              | 3          | -3         | CR              | 1               | -3              | -                  | -                  | -                  | -           | -           | -           | 4      | -6     |
| gen.-giu. 2020  | Almería         | SD              | 4+2        | -7+-3      |                 | -               | -               | -                  | -                  | -                  | -           | -           | -           | 6      | -10    |
| 2020-2021       | Alavés          | PD              | 1          | 0          | CR              | 3               | -5              | -                  | -                  | -                  | -           | -           | -           | 4      | -5     |
| 2021-2022       | Alavés          | PD              | 4          | -4         | CR              | 2               | -2              | -                  | -                  | -                  | -           | -           | -           | 6      | -6     |
| 2022-2023       | Alavés          | SD              | 41+4       | -32+-1     | CR              | 0               | 0               | -                  | -                  | -                  | -           | -           | -           | 45     | -33    |
| 2023-2024       | Alavés          | PD              | 34         | -38        | CR              | 1               | -2              | -                  | -                  | -                  | -           | -           | -           | 35     | -40    |
| Totale Alavés   | Totale Alavés   | Totale Alavés   | 91         | -82        |                 | 15              | -20             |                    | -                  | -                  |             | -           | -           | 106    | -102   |
| Totale carriera | Totale carriera | Totale carriera | 97         | -92        |                 | 15              | -20             |                    | -                  | -                  |             | -           | -           | 112    | -112   |

### Cronologia presenze e reti in nazionale
| Cronologia completa delle presenze e delle reti in nazionale ― Spagna under 21 | Cronologia completa delle presenze e delle reti in nazionale ― Spagna under 21 | Cronologia completa delle presenze e delle reti in nazionale ― Spagna under 21 | Cronologia completa delle presenze e delle reti in nazionale ― Spagna under 21 | Cronologia completa delle presenze e delle reti in nazionale ― Spagna under 21 | Cronologia completa delle presenze e delle reti in nazionale ― Spagna under 21 | Cronologia completa delle presenze e delle reti in nazionale ― Spagna under 21 | Cronologia completa delle presenze e delle reti in nazionale ― Spagna under 21 |
| Data                                                                           | Città                                                                          | In casa                                                                        | Risultato                                                                      | Ospiti                                                                         | Competizione                                                                   | Reti                                                                           | Note                                                                           |
| ------------------------------------------------------------------------------ | ------------------------------------------------------------------------------ | ------------------------------------------------------------------------------ | ------------------------------------------------------------------------------ | ------------------------------------------------------------------------------ | ------------------------------------------------------------------------------ | ------------------------------------------------------------------------------ | ------------------------------------------------------------------------------ |
| 1-9-2017                                                                       | Toledo                                                                         | Spagna under 21                                                                | 3 – 0                                                                          | Italia under 21                                                                | Amichevole                                                                     | -                                                                              | 45’                                                                            |
| 5-9-2017                                                                       | Tallinn                                                                        | Estonia under 21                                                               | 0 – 1                                                                          | Spagna under 21                                                                | Qual. Europeo Under-21 2019                                                    | -                                                                              |                                                                                |
| 22-3-2018                                                                      | Portadown                                                                      | Irlanda del Nord under 21                                                      | 3 – 5                                                                          | Spagna under 21                                                                | Qual. Europeo Under-21 2019                                                    | -3                                                                             |                                                                                |
| 11-9-2018                                                                      | Albacete                                                                       | Spagna under 21                                                                | 1 – 2                                                                          | Irlanda del Nord under 21                                                      | Qual. Europeo Under-21 2019                                                    | -2                                                                             |                                                                                |
| 14-11-2018                                                                     | Logroño                                                                        | Spagna under 21                                                                | 4 – 1                                                                          | Danimarca under 21                                                             | Amichevole                                                                     | -1                                                                             |                                                                                |
| 25-3-2019                                                                      | Algeciras                                                                      | Spagna under 21                                                                | 3 – 0                                                                          | Austria under 21                                                               | Amichevole                                                                     | -                                                                              |                                                                                |
| 19-6-2019                                                                      | Reggio Emilia                                                                  | Spagna under 21                                                                | 2 – 1                                                                          | Belgio under 21                                                                | Europeo Under-21 2019 - 1º turno                                               | -1                                                                             |                                                                                |
| 22-6-2019                                                                      | Bologna                                                                        | Spagna under 21                                                                | 5 – 0                                                                          | Polonia under 21                                                               | Europeo Under-21 2019 - 1º turno                                               | -                                                                              |                                                                                |
| 27-6-2019                                                                      | Reggio Emilia                                                                  | Spagna under 21                                                                | 4 – 1                                                                          | Francia under 21                                                               | Europeo Under-21 2019 - Semifinale                                             | -1                                                                             | 83’                                                                            |
| 30-6-2019                                                                      | Udine                                                                          | Spagna under 21                                                                | 2 – 1                                                                          | Germania under 21                                                              | Europeo Under-21 2019 - Finale                                                 | -1                                                                             |                                                                                |
| Totale                                                                         |                                                                                | Presenze                                                                       | 10                                                                             |                                                                                | Reti                                                                           | -9                                                                             |                                                                                |

## Palmarès

### Nazionale
- Campionato d'Europa Under-19: 1

2015
- Campionato d'Europa Under-21: 1

2019